# 305287 Olegyankov
305287 Olegyankov è un asteroide della fascia principale. Scoperto nel 2008, presenta un'orbita caratterizzata da un semiasse maggiore pari a 2,9757977 UA e da un'eccentricità di 0,0144492, inclinata di 12,07361° rispetto all'eclittica.
L'asteroide è dedicato al filantropo russo Oleg Yankov.